# Michel Petrossian
Michel Petrossian (Jerevan, 1973) is een Frans componist van Armeense afkomst.
Petrossian studeerde cello en gitaar. Nadien studeerde hij ook compositie aan het Conservatoire national supérieur de musique in Parijs, waar hij in 2001 afstudeerde.  In 1998 richtte hij samen met componist Jérôme Combier het ensemble Cairn, samengesteld uit studenten van het conservatorium in Parijs, op. 
Naast klassieke muziek liggen zijn interesses ook bij de filologie en oude culturen. Hij verdiept zich in de studie van meerdere oude talen (waaronder Hebreeuws, Akkadisch, Oudgrieks, Ugaritisch en Oudarmeens) aan de École des langues et des civilisations de l'Orient ancien, alsook aan de Sorbonne, waar hij een master behaalde. Hij verbleef aan de Franse bijbel- en archeologieschool in Jeruzalem.
Petrossian won in december 2012 de Koningin Elisabethwedstrijd voor compositie. Zijn werk voor orkest en piano - In the Wake of Ea - was het opgelegde werk dat in 2013 tijdens de finale van de Koningin Elisabethwedstrijd voor piano werd gespeeld. De 12 finalisten werden hierbij begeleid door het Nationaal Orkest van België onder de leiding van Marin Alsop. De wereldpremière van het werk vond plaats op maandag 27 mei 2013.

## Werk (selectie)

### Solo
- Overcoming Trakart, voor cella
- La lutte ardente du vert et de l’or, voor piano
- Manuela with the broken finger, voor klarinet

### Ensemble
- Feu pale
- Autel des parfums

### Zang
- Le miroir et le masque, drie melodieën voor zang en instrumentaal ensemble
  - Huitan
  - Rose sombre
  - Lysanxia
- En Ein Anéin, voor sopraan

### Orkest
- Iris lunaire, voor koor en orkest
- Château du double de Ptah
- Epiphaneia, voor zes zangers en orkest
- Sur la surface de l’abîme, voor strijkorkest
- In the wake of Ea, voor piano en orkest

- Gemeinsame Normdatei: 1067081496
- International Standard Name Identifier: 0000 0004 6278 3522
- Library of Congress Control Number: no2016047307
- MusicBrainz: f333f420-c138-4ccc-bd45-2416cac68e92
- Système universitaire de documentation: 258588403
- Virtual International Authority File: 314857326
- WorldCat: E39PBJfh74w8XwxgRpyGcmTbVC